# Diazald
Diazald ist eine chemische Verbindung aus der Gruppe der Sulfonamide.

## Verwendung

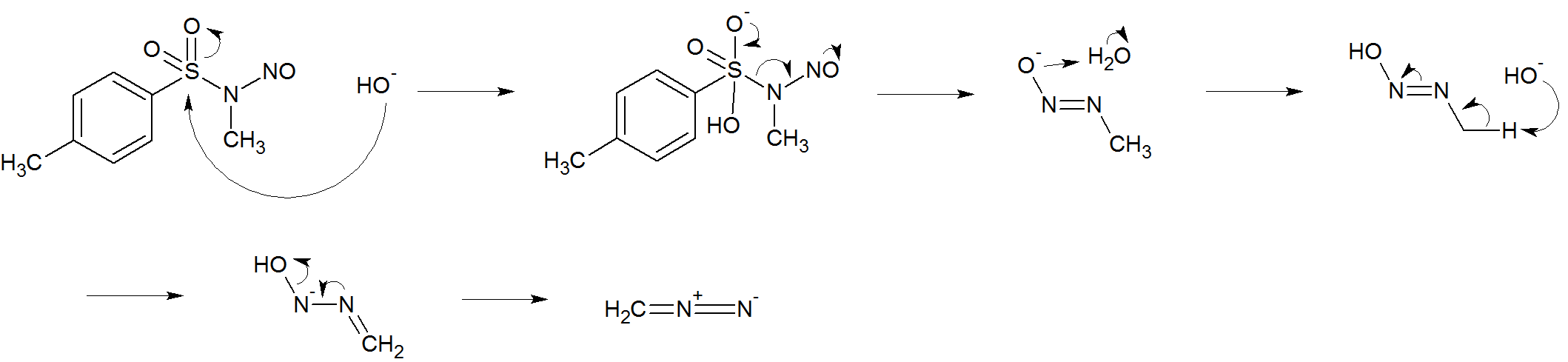
Reaktionsmechanismus der Herstellung von Diazomethan aus Diazald über Diazotat

Diazald wird zur Gewinnung von Diazomethan im Labor verwendet. Es ersetzt den karzinogenen und instabileren Diazomethan-Vorläufer N-Nitroso-N-methylharnstoff.